# 比利时共产党 (2018年)
比利时共产党（法語：Parti Communiste de Belgique，發音：[paʁti kɔmynist də bɛlʒik]），简称比共（PCB），是比利时的一个共产主义政党。该党成立于1989年，当时取名为瓦隆尼亚-布鲁塞尔共产党（Parti communiste Wallonie-Bruxelles），由原比利时共产党在比利时法语区的党组织形成。2018年6月30日，该党召开“十大”，决定更名为“比利时共产党”，并退出欧洲左翼党。该党的总书记是阿尔纳·巴耶尔。该党是共产党和工人党国际会议的成员。